# Lysefjord

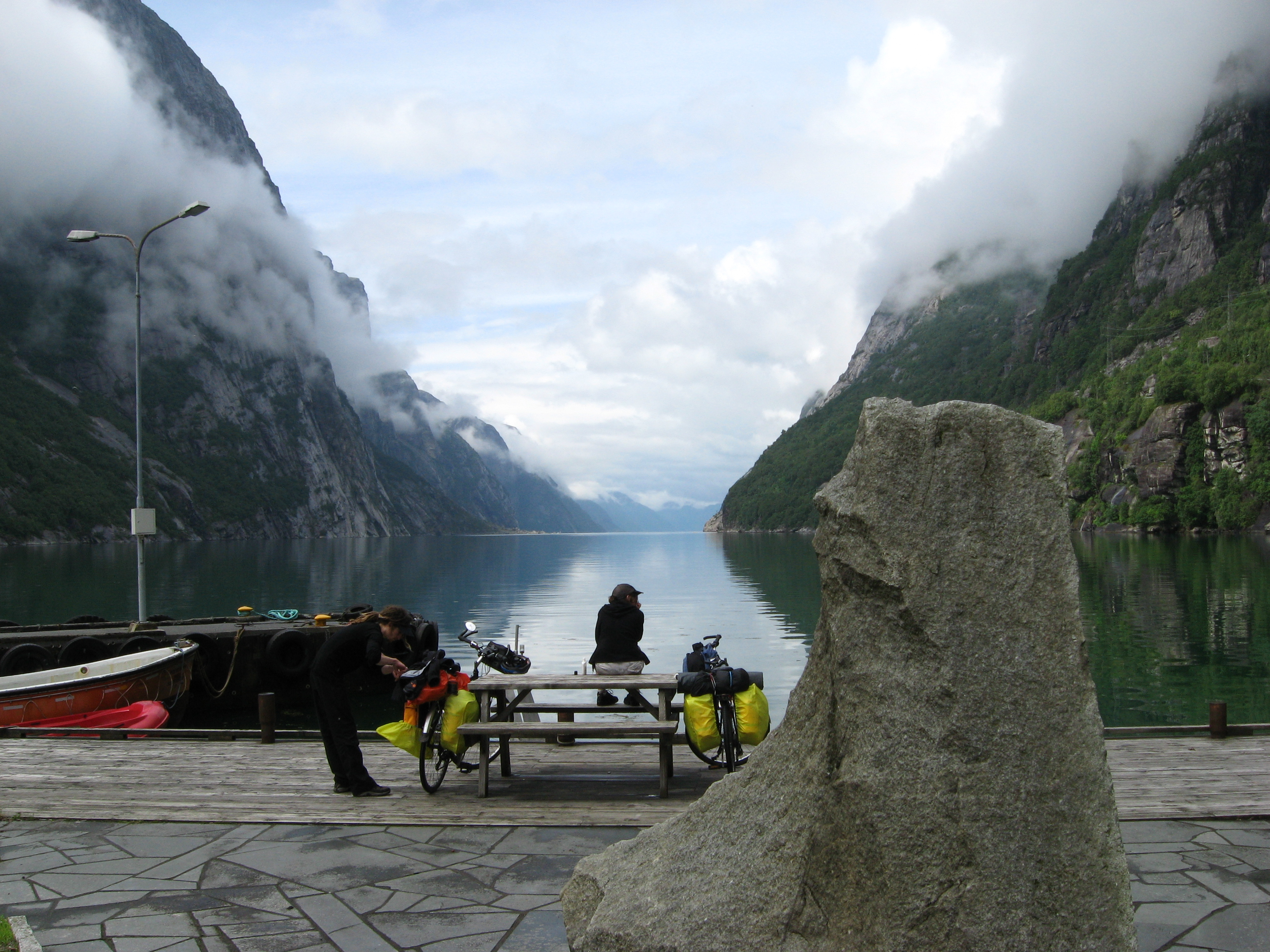
El Lysefjord desde Lysebotn

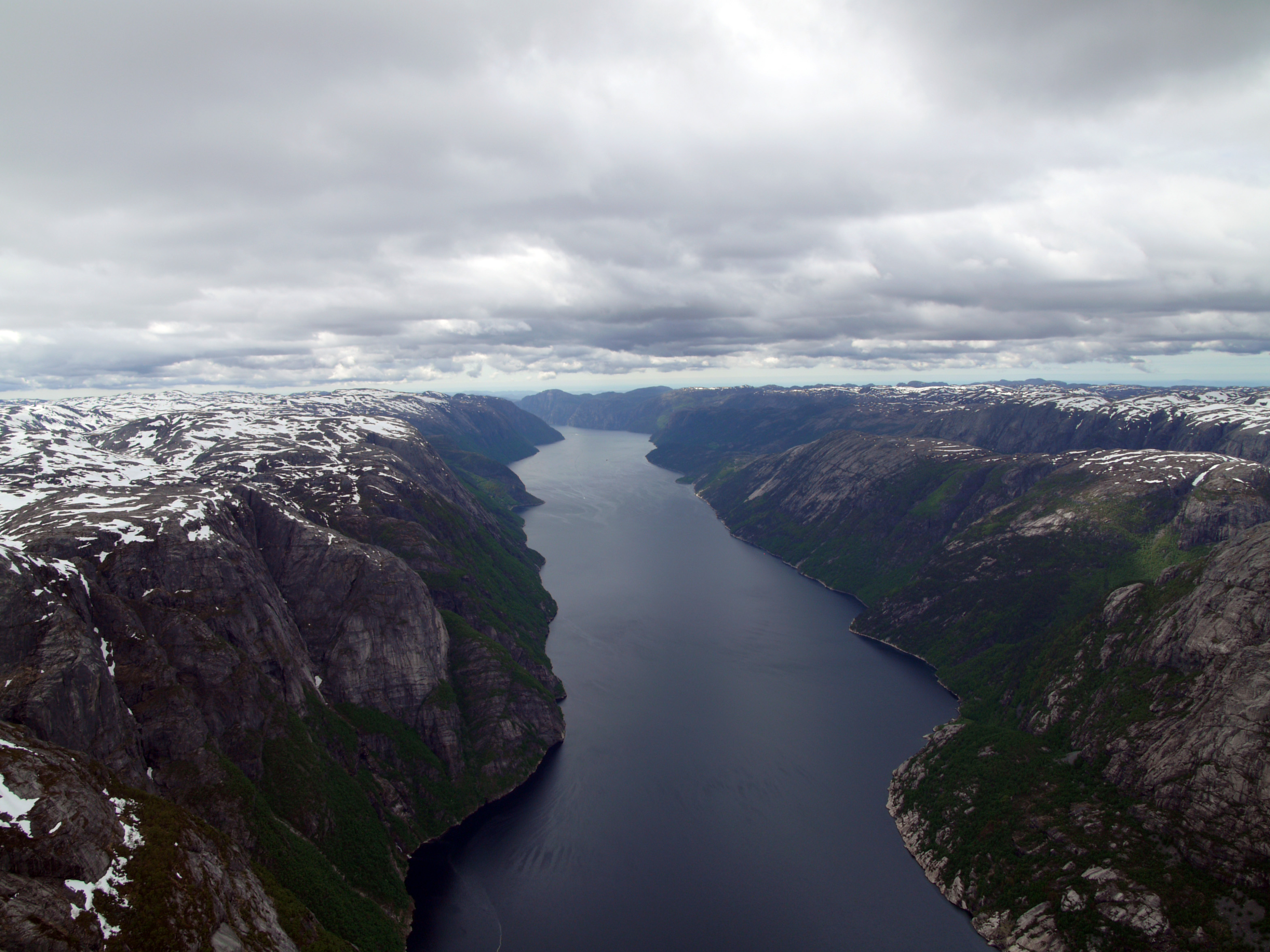
Lysefjorden hacia el oeste

El fiordo de Lyse o Lysefjord (o Lysefjorden, el sufijo "-en" es una forma del artículo definido en el idioma noruego) es un fiordo de Noruega del mar del Norte, que se encuentra en el distrito de Ryfylke, al este de la ciudad de Stavanger, en el condado de Rogaland en el suroeste del país. El nombre significa fiordo claro, y se dice que deriva de las rocas de granito de color claro que se encuentran a lo largo de sus riberas.
El fiordo fue tallado por la acción de los glaciares en la Edad del Hielo y estaba inundado por el mar cuando los últimos glaciares se retiraron. De extremo a extremo, mide 42 km con las paredes rocosas cayendo casi verticalmente más de mil metros sobre el agua. Debido a lo inhóspito del terreno, el fiordo está sólo ligeramente poblado y sólo tiene dos pueblos: Forsand y Lysebotn, ubicados en extremos opuestos del fiordo. La poca gente que vive o ha vivido a lo largo del fiordo son sólo capaces de dejar sus casas en bote, como las colinas son demasiado inclinadas para carreteras.
Lysebotn, en el extremo más oriental, está muy poblada por los trabajadores de las cercanas centrales hidroeléctricas en Lyse y Tjodan, ambas construidas dentro de las montañas. En la lista de Lyse, el agua cae 620 m hasta las turbinas, produciendo hasta 210 MW de potencia eléctrica; en Tjodan, el agua cae 896 m para una producción de 110 MW. Las dos centrales proporcionan electricidad para más de cien mil personas. Una carretera espectacular que se alza a casi 900 metros a través de una serie de 27 curvas cerradas une Lysebotn con el mundo exterior.
Lysefjord es una atracción turística extremadamente popular y un viaje de un día desde el cercano Stavanger, desde donde los cruceros recorren toda la distancia del fiordo. Así como un extraordinario paisaje del mismo fiordo, dos puntos a lo largo de su recorrido son populares viajes secundarios. La roca de Preikestolen, ubicada sobre una caída vertical de 600 metros, puede verse desde el fiordo, pero es más impresionante desde arriba. Al final del fiordo está el monte Kjerag, un popular destino de senderismo con caídas todavía más espectaculares. Está legalmente permitida la práctica del Salto BASE en este sitio.